# Zarug Co
Zarug Co (kinesiska: Zaru Cuo, 杂如错) är en sjö i Kina. Den ligger i den autonoma regionen Tibet, i den sydvästra delen av landet, omkring 600 kilometer nordväst om regionhuvudstaden Lhasa. Trakten runt Zarug Co är ofruktbar med lite eller ingen växtlighet.
Genomsnittlig årsnederbörd är 701 millimeter. Den regnigaste månaden är juli, med i genomsnitt 234 mm nederbörd, och den torraste är november, med 1 mm nederbörd.